# 阿乐满

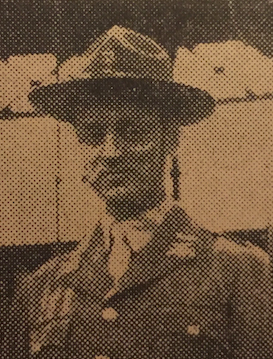

阿乐满（Norwood Francis Allman，1893年—1987年2月28日），美国律师，1916年至1950年间在中国定居30年左右。近人甚至推测阿乐满可能就是COCA COLA中译名“可口可乐”的推手，而非一般人认为的蒋彝。

## 生平
阿乐满出生于美国维吉尼亚州富兰克林县，1915年从维吉尼亚大学毕业。1916年美国驻中国公使馆翻译学生身份来到中国。此后曾担任过美国驻安东、南京、天津、济南、上海、重庆副领事。1921年，任美国驻上海领事、上海公共租界会审公廨任陪审推事。1922年与人合作创立律师事务所。1923年加入万国商团并任商团美国骑兵队队长。1926年又任上海扶轮社社长。1936年又与人合作创办律师事务所。抗日战争期间，曾任公共租界工部局董事、《申报》总编辑（挂名）、《大陆报》社长。太平洋战争爆后后在香港被日军关押。六个月后被遣返回美，出任战略情报局东亚局主任。战后回到中国任律师，中华人民共和国成立后返美。其后至1981年间在曼哈顿定居。
1987年逝世，享年93岁。